# Aibutihun (Ort)
Aibutihun ist eine osttimoresische Siedlung im Suco Hautoho (Verwaltungsamt Remexio, Gemeinde Aileu).

## Geographie
Der Weiler (Bairo) Aibutihun liegt im Norden der Aldeia Aibutihun in einer Meereshöhe von 1180 m auf einem Berg. Südwestlich verläuft im Tal der Fluss Tatamailiu, der zum System des Nördlichen Laclós gehört.
Die Straße, die durch den Weiler führt, verbindet Aibutihun mit seinen Nachbarorten Lebutu im Nordosten und Aibana im Westen im Suco Maumeta. Von Aibutihun führt nach Süden ein kleiner Weg in das Zentrum der Aldeia, wo ein weiterer Weiler liegt.